# San Anselmo
San Anselmo est une ville de l’État de Californie située dans le comté de Marin, aux États-Unis. Sa population s’élève à 12 336 habitants lors du recensement de 2010 et est estimée à 12 580 habitants en 2017.

## Démographie
| Groupe            | San Anselmo | Californie | États-Unis |
| ----------------- | ----------- | ---------- | ---------- |
| Blancs            | 90,3        | 57,6       | 72,4       |
| Asiatiques        | 3,5         | 13,1       | 4,8        |
| Métis             | 3,5         | 4,9        | 2,9        |
| Autres            | 1,3         | 17,0       | 6,2        |
| Afro-Américains   | 0,9         | 6,2        | 12,6       |
| Amérindiens       | 0,3         | 1,0        | 0,9        |
| Océaniens         | 0,2         | 0,4        | 0,2        |
| Total             | 100         | 100        | 100        |
|                   |             |            |            |
| Latino-Américains | 5,8         | 37,6       | 16,7       |

Selon l’American Community Survey, pour la période 2011-2015, 88,88 % de la population âgée de plus de 5 ans déclare parler l'anglais à la maison, 5,08 % déclare parler l'espagnol, 1,12 % le français, 0,83 % le vietnamien, 0,56 % le persan et 3,51 % une autre langue.
| 1910  | 1920  | 1930  | 1940  | 1950  | 1960   |
| ----- | ----- | ----- | ----- | ----- | ------ |
| 1 531 | 2 475 | 4 650 | 5 790 | 9 188 | 11 584 |

| 1970   | 1980   | 1990   | 2000   | 2010   | - |
| ------ | ------ | ------ | ------ | ------ | - |
| 13 031 | 12 067 | 11 743 | 12 378 | 12 336 | - |

## Personnalité liée à la ville
Howard C. Hickman est mort à San Anselmo en 1949.

## Source
- (en) Cet article est partiellement ou en totalité issu de l’article de Wikipédia en anglais intitulé « San Anselmo, California » (voir la liste des auteurs).

1. ↑  (en) « San Anselmo, CA Population - Census 2010 and 2000 », sur censusviewer.com (consulté le 12 novembre 2016).
2. ↑  (en) « Population of California - Census 2010 and 2000 », sur censusviewer.com (consulté le 12 novembre 2016).
3. ↑  (en) « Language spoken at home by ability to speak English for the population 5 years and over », sur factfinder.census.gov.
4. ↑  « Statistiques des États-Unis - Californie - Profils des communautés de 2010 » (consulté en novembre 2020)